# Paweł Juraszek
Paweł Juraszek (ur. 8 października 1994 w Tel Awiwie) – polski pływak specjalizujący się w stylu dowolnym, rekordzista Polski na 50 m stylem dowolnym, wicemistrz Europy na krótkim basenie, finalista mistrzostw świata.

## Kariera pływacka
W maju 2016 roku na dystansie 50 m stylem dowolnym zdobył swój pierwszy medal mistrzostw Polski i wywalczył kwalifikację olimpijską. Trzy miesiące później, podczas igrzysk w Rio de Janeiro w konkurencji 50 m stylem dowolnym z czasem 22,50 zajął 35. miejsce.

### 2017
Podczas mistrzostw Polski w Lublinie pobił rekord kraju na 50 m stylem dowolnym, uzyskawszy czas 21,68.
Na mistrzostwach świata w Budapeszcie zajął piąte miejsce na dystansie 50 m stylem dowolnym, czasem 21,47 poprawiając własny rekord Polski.
W grudniu podczas mistrzostw Europy na krótkim basenie w Kopenhadze zdobył brązowy medal w sztafecie 4 × 50 m stylem dowolnym, w której Polacy ustanowili nowy rekord kraju (1:24,44 min). Na dystansie 50 m stylem dowolnym był czwarty z czasem 20,81 s.

### 2018
W sierpniu na mistrzostwach Europy w Glasgow zajął ósme miejsce w konkurencji 50 m stylem dowolnym, uzyskawszy w finale czas 22,14 s.
Cztery miesiące później, podczas mistrzostw świata na krótkim basenie w Hangzhou na dystansie 50 m stylem dowolnym uplasował się na piątej pozycji z wynikiem 21,00 s.

### 2019
W czerwcu poinformowano, że kontrola antydopingowa przeprowadzona trzy miesiące wcześniej dała pozytywny wynik. W organizmie Juraszka wykryto podwyższone stężenie pseudoefedryny. Pływak złożył odwołanie do Polskiej Agencji Antydopingowej, która oczyściła go z zarzutów stosowania środków dopingujących.
W lipcu podczas mistrzostw świata w Gwangju na dystansie 50 m stylem dowolnym zajął siódme miejsce z czasem 21,67.